# Essarois
 Essarois  là một xã ở tỉnh Côte-d’Or trong vùng Bourgogne-Franche-Comté, phía đông nước Pháp. Xã Essarois nằm ở khu vực có độ cao trung bình 350 mét trên mực nước biển.